# Порчирете Сотане (Кунео)
Порчирете Сотане је насеље у Италији у округу Кунео, региону Пијемонт.
Према процени из 2011. у насељу је живело 4 становника. Насеље се налази на надморској висини од 1100 м.